# المسيحية في أنغويلا

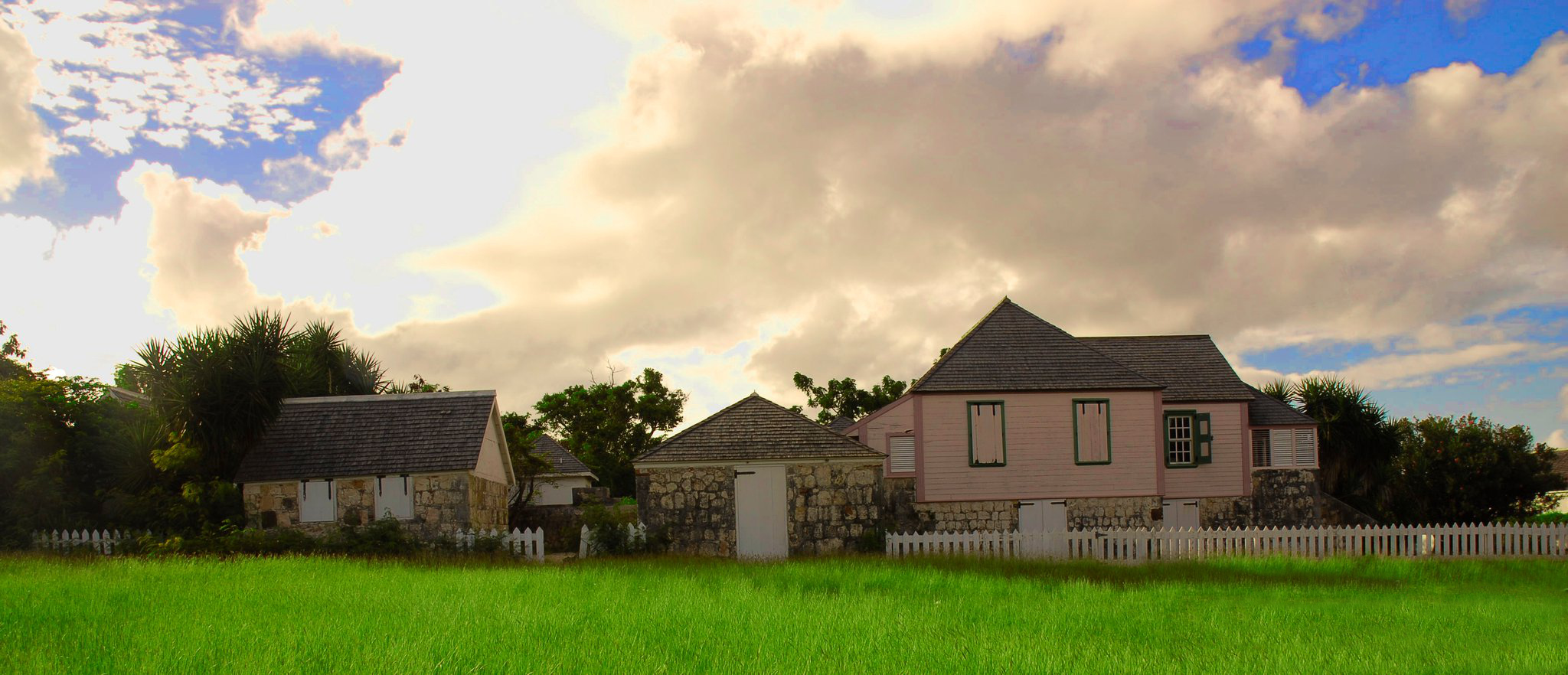
منزل وولبليك في ذا فالي، بُني عام 1787 ويستخدم منزلاً لرجال الدين الكاثوليك الذين يخدمون في الكنيسة المجاورة.

وفقًا لتعداد السكان عام 2011 يعتنق أغلب سكان أنغويلا المسيحية دينًا على المذهب البروتستانتي ويشكلون حوالي 81.1% من مجمل السكان (منهم 22.7% أنجليكان، و19.4% ميثوديين، و10.5% خمسينيين و8.3% أدفنتست، و7.1% معمدانيين)، من ثم الكاثوليكية (6.8%). وتضم البلاد أكثر من خمسة عشرة كنيسة، في العاصمة ذا فالي تضم بضعة مواقع قليلة تعتمد على العمارة الإستعمارية، منها «منزل وولبليك» الذي بُني عام 1787 والذي لا يزال قائماً حتى الآن، ويستخدم منزلاً لرجال الدين الذين يخدمون في الكنيسة المجاورة وهي كنيسة سانت جيرارد الكاثوليكية بواجهتها الأصلية المبنية من الحصى والحجارة والإسمنت والخشب.
لم يكن للكنائس المسيحية وجود ثابت أو قوي خلال الفترة الأولى من الإستعمار الإنجليزي، حيث مالت الممارسات الروحيَّة والدينيَّة للأوروبيين والأفارقة إلى التعبير عن أصولهم الإقليمية. وفي وقت مبكر من عام 1813، بشرَّ المسيحيون رسميًا الأفارقة المستعبدين، وشجعوا القراءة والكتابة بين المتحولين للمسيحية. قامت جمعية ويسليان الميثودية التبشيريَّة في إنجلترا ببناء الكنائس والمدارس في عام 1817. وفي عام 1993 وفقًا للتعداد السكاني كان حوالي 40.2% من السكان من أتباع الكنيسة الأنجليكانية وحوالي 33.2% من السكان من أتباع الكنيسة الميثودية؛ لكن منذ عقد 2000 تغيرت النسب لصالح الكنائس الإنجيلية والخمسينية.